# F̧
Cette page contient des caractères spéciaux ou non latins. S’ils s’affichent mal (▯, ?, etc.), consultez la page d’aide Unicode.
F̧ (minuscule : f̧), appelé F cédille, est une lettre additionnelle utilisée dans certaines romanisations KNAB.
Elle est formée d'un F diacrité par une cédille.

## Représentations informatiques
Le F cédille peut être représentée avec les caractères Unicode suivants :
- décomposé et normalisé (latin de base, diacritiques) :

| formes    | représentations | chaînes de caractères | points de code | descriptions                                  |
| --------- | --------------- | --------------------- | -------------- | --------------------------------------------- |
| capitale  | F̧               | F◌̧                    | U+0046 U+0327  | lettre majuscule latine f diacritique cédille |
| minuscule | f̧               | f◌̧                    | U+0066 U+0327  | lettre minuscule latine f diacritique cédille |

## Sources
- (en) KNAB romanization systems